# Кущ Олег Олегович
Кущ Олег Олегович (8 листопада 1940 — 1 липня 2020) — український лікар, кандидат медичних наук, доцент, кафедри загальної хірургії ЛНМУ імені Данила Галицького, завідувач кафедри хірургічних хвороб приватного Львівського медичного інституту, академік Української медико-біологічної академії.

## Біографічні відомості
Народився 8 листопада 1940 року в місті Станіславі (нині — Івано-Франківськ). Мама -Зінченко Олена Федорівна, 1919 року народження, уродженка міста Харкова, працювала в обласному комітеті комсомолу. Батько — Кущ Олег Павлович, уродженець Запоріжжя, був військовим.
Корені родини Кущів походять з старовинного козацького роду, від гетьмана Остяниці. Один з далеких пращурів О.Куща — генерал-лейтенант Костенецький Василь Григорович — прославився своїми подвигами під час Бородінської битви — його портрет знаходиться в Галереї слави в Ермітажі. Інший предок — дід О.Куща Павло Кущ, інженер-хімік, випускник Санкт-Петербурзького політехнічного університету, під час Першої світової війни служив штабс-капітаном в армії генерала Брусилова, у 1915 році перебував з російськими військами з військовою місією у Львові, брав участь у боях у Галичині.
В роки Німецько-радянської війни з родиною був евакуйований до міста Магнітогорська, відтак — до Москви, Харкова і Києва. В столиці України в 1948 році вступив до середньої школи, де провчився лише два роки, позаяк у 1950 році сім'я Кущів переїхала до Львова. Навчався в львівській середній школі № 50, після завершення якої отримав спеціальність механіка. Пропрацювавши рік за цим фахом, був призваний до лав Радянської Армії, в якій прослужив три роки. Після демобілізації в 1962 році вступив на навчання до Львівського державного медичного інституту.
Усі шість студентських років О.Кущ активно поєднував вивчення медицини з заняттями спортом і роботою в комсомольській організації — був комсоргом курсу, лікувального факультету, а згодом і медичного інституту. В інституті активно займався науковою діяльністю під керівництвом професорів Г. Караванова, М. Даниленка, В.Омельченка, Г.Івашкевича та ін. Ще на 6-му курсі О. Кущ був включений до клінічно-експериментальної групи, яка під керівництвом професора М. Даниленка і доцента В. Голубченка, відпрацьовувала методику накладання судинного шва, швів при пораненнях серця, техніку пересадки серця. В 1968 році, після закінчення навчання в інституті, за запрошенням завідувача кафедрою оперативної хірургії та топографічної анатомії, професора Володимира Михайловича Омельченко, продовжив цю експериментальну роботу як аспірант кафедри. Під керівництвом професорів М. Даниленка та В.Омельченка за два роки була виконана кандидатська дисертація з хірургічної анатомії аортального клапана, висхідної аорти та початкових відділів вінцевих артерій серця. Фрагменти цієї роботи, разом з результатами пересадки серця у собак в експерименті, були представлені на 5-й (1970) і 6-й (1972) Всесоюзних конференціях з пересадки тканин і органів у Горькому (нині — Нижній Новгород) і Ризі, де були високо оцінені видатним трансплантологом сучасності Володимиром Дєміховим.
Після захисту в 1971 році кандидатської дисертації працював у Львівському національному медичному університеті імені Данила Галицького асистентом кафедри оперативної хірургії та топографічної анатомії (1971–1973), пізніше — кафедр шпитальної хірургії (1973–1985 р.) та загальної хірургії (1985–1989 р.). У 1989 році став доцентом кафедри загальної хірургії. У 2006 році у зв'язку зі завершенням контракту з Львівським національним медичним університетом імені Данила Галицького, на запрошення ректора приватного Львівського медичного інституту, професора М.Регеди організував і очолив у цьому навчальному закладі кафедру хірургічних хвороб, де дотепер працює.

Автор близько 190 наукових праць, серед них 2 авторських свідоцтва на винаходи, монографія і довідник з хірургічних хвороб; 5 книг з біографіями лауреатів Нобелівської премії з фізіології та медицини, хімії, літератури, а також низки нарисів і розвідок про медиків і біологів Львова, визначних діячів вітчизняної та світової науки. Активний учасник численних наукових форумів різного рангу, міжнародних нобелівських читань.

## Напрями наукових досліджень
Питання експериментальної та клінічної трансплантології, невідкладної хірургії гострих захворювань органів черевної порожнини, гнійної хірургії; удосконалення методів шлункової хірургії, зокрема, резекції шлунка за Більрот-І; лікування перитоніту, травми, гострого панкреатиту, інших гнійно-запальних процесів; історія хірургії, історія медицини, нобелістика

## Основні праці
- Хирургическая анатомия аортального клапана, восходящей аорты и начальных отделов венечных артерий сердца (канд.дис.). Львів, 1971;
- Использование микролапаротомии в диагностике сочетанной травмы живота и острой хирургической патологии. Клин Хирург 1991, № 11 (співавт);
- Невідкладна хірургічна допомога в акушерстві та гінекології (монографія). Львів, Світ, 1992 (співавт.);
- Нобелівські лауреати з фізіології та медицини (довідник). Львів, Галицька видавнича спілка, 2000 (співавт.);
- Лауреати нобелівської премії з літератури (довідник). Львів, Стрім, 2001;
- Антибіотикопрофілактика в хірургії (довідник). Львів, Галицька видавнича спілка, 2001 (співавт);
- Нобелевские лауреаты по физиологии и медицине. К 100-летию Нобелевской премии. Москва, Авиаиздат, 2001 (співавт);
- Лауреати Нобелівської премії з хімії (довідник). Львів, ФАМПА, 2003;
- Лауреати Нобелівської премії з фізіології та медицини: біографічні нариси. Ужгород, Закарпаття, 2003 (співавт.).
- Нобелівські лауреати у Львові // Alma Mater. —. Львів, 2007. — № 11.